# Книга Катулла Веронского
«Кни́га Кату́лла Веро́нского» (лат. Catulli veronensis liber) — сборник стихов римского поэта Гая Валерия Катулла, составленный после его смерти. Один его экземпляр был найден в XIII веке.

## История текста
Сборник был составлен после смерти Катулла кем-то из его окружения. Он был широко известен в античном мире, часто копировался. В эпоху поздней Античности Катулла начали забывать, а после VII века его уже не цитируют. Тем не менее, по крайней мере, один экземпляр «Книги Катулла» все Средние века лежал в Вероне, на родине поэта. В 965 году его читал местный епископ Ратхер. Примерно в 1300 году эту книгу случайно нашли. Во второй половине XIV века её начали копировать, позже этот экземпляр был утрачен. В 1472 году «Книга Катулла Веронского» была напечатана в Венеции.
В XIX веке литературоведы начали сравнивать между собой разные копии «Книги». Существуют «Сен-Жерменская рукопись» (1375), «Оксфордская» (конец XIV века), «Римская» (начало XV века) и «Датанская» (1463). Считается, что «Оксфордская» — копия непосредственно веронского экземпляра, а другие рукописи — копии копий. При копировании неизбежно допускались ошибки, и наличие разных версий помогает найти изначальный вариант. Однако понимание ряда мест в стихах Катулла, всё же, затруднено.

## Содержание
Сборник включает 113 стихотворений, разных по размеру и количеству строк (от 2 до 480). Они пронумерованы с 1 по 17 и с 21 по 116, так как № 18, 19 и 20 были вставлены одним из издателей, но позже были исключены из-за сомнительности авторства Катулла. Кроме номеров, у стихов есть условные названия, появившиеся в эпоху Нового времени (древние поэты названий стихам не давали).
Стихотворения распределены, в соответствии с античным принципом «пестроты» (poikilia), без какого-либо хронологического или тематического порядка, а только по формальным признакам: вначале короткие стихотворения, написанные разными лирическими размерами (1—60), потом большие произведения (61—68), а за ними — короткие стихотворения, написанные элегическим дистихом (69—116). О связи между разными стихотворениями, о последовательности их написания и т. п. можно только догадываться.
По содержанию стихи можно разделить на две группы: ямбические и полемические (политические эпиграммы и насмешки) и лирические.
Список стихотворений
1. К Корнелию Непоту
2. К воробью Лесбии
3. На смерть воробья Лесбии
4. Кораблик говорит
5. К Лесбии, о поцелуях
6. К Флавию
7. К Лесбии, о поцелуях
8. К самому себе, на размолвку с возлюбленной
9. К Веранию, на приезд из Испании
10. О подружке Вара
11. К Фурию и Аврелию
12. К Азинию Марруцину
13. К Фабуллу
14. К Лицинию Кальву
15. К Аврелию
16. К Аврелию и Фурию
17. К городку Колонии, на бестолкового мужа
18. (стихотворение из «Приапей»)
19. (стихотворение из «Приапей»)
20. (стихотворение из «Приапей»)
21. К Аврелию
22. На Суффена
23. К Фурию
24. К Ювенцию
25. На Талла
26. К Фурию
27. К мальчику-прислужнику
28. К Веранию и Фабуллу
29. На Мамурру и его покровителя Цезаря
30. К Альфену, неверному другу
31. К сирмийской вилле
32. К гетере Ипсифилле
33. На Вибенниев, отца и сына
34. Гимн Диане
35. К Цецилию
36. К Венере, о стихах Волюзия
37. К кабацким соперникам
38. К Квинту Корнифицию
39. На Эгнатия
40. На Равида
41. На Амеану
42. К собственным стихам
43. К Амеане, которую сравнили с Лесбией
44. На Сестия
45. О Септимии и Акме
46. К товарищам по службе
47. К Порку и Сократиону
48. К Ювенцию, о поцелуях
49. К Марку Туллию Цицерону
50. К Лицинию Кальву
51. К Лесбии, о любовном томлении
52. На Ватиния и Нония
53. О Лицинии Кальве
54. На цезарианцев и Цезаря
55. К Камерию
56. К Катону
57. На Мамурру и Цезаря
58. К Целию, о падении Лесбии
59. На Руфу
60. К неизвестному или неизвестной
61. Эпиталамий Винии и Манлия Торквата
62. Эпиталамий-идиллия
63. Аттис
64. Свадьба Пелея и Фетиды
65. К Гортензию Горталу
66. Коса Береники
67. Разговор с дверью
68. К Аллию
69. На Руфа
70. О женских клятвах
71. На неизвестного
72. К Лесбии, о любви и уважении
73. О неблагодарном
74. На Геллия
75. К Лесбии, о любви и уважении
76. Об исцелении от любви
77. К Руфу, о его неблагодарности
78. На Галла
79. На Лесбия
80. На Геллия
81. К Ювенцию, с ревностью
82. К Квинтию
83. На мужа Лесбии
84. На Аррия
85. О любви и ненависти
86. На Квинтию
87. О Лесбии
88. На Геллия
89. На Геллия
90. На Геллия
91. На Геллия
92. О Лесбии
93. На Цезаря
94. На Мамурру
95. О «Смирне», поэме Цинны
96. К Лицинию Кальву, на смерть его жены
97. На Эмилия
98. На Вектия
99. К Ювенцию
100. К Целию
101. К брату, над его могилою
102. К Корнелию, о сохранении тайны
103. К своднику Силону
104. К неизвестному
105. На Мамурру, сочиняющего стихи
106. На продажного мальчика
107. К Лесбии
108. На Коминия
109. О любви на всю жизнь
110. На Авфилену
111. На Авфилену
112. На Назона
113. На Мециллу
114. На Мамурру
115. На Мамурру
116. К Геллию, после попытки примирения